# La volpe (film 1950)
La volpe (Gone to Earth) è un film del 1950 diretto da Michael Powell e Emeric Pressburger, basato sul romanzo Gone to Earth, di Mary Webb.

## Trama
Galles, 1897. Hazel Woodus è una bellissima e selvaggia zingara che vive con il padre Abel e la sua piccola volpe addomesticata, a cui la ragazza è molto affezionata, in una casetta nel bosco. Un giorno Hazel incontra il ricco nobile e scapestrato Jack Reddin e, anche se la ragazza rimane affascinata dall'uomo, resiste ai suoi tentativi di sedurla. Successivamente Hazel fa la conoscenza di Edward, il giovane pastore protestante del luogo, il quale innamoratosi della giovane, le chiede di sposarlo. Avendo promesso al padre di sposare il suo primo pretendente, la ragazza accetta di diventarne la moglie, ma nonostante le numerose premure di Edward e la vita serena e tranquilla che questo le offre, quando Hazel incontra casualmente di nuovo Jack, non può fare a meno di cedere alle sue avances, seguendo l'uomo nel suo castello e divenendone l'amante.
Quando Hazel comprende però che il violento Jack non l'ama, torna pentita dal marito, il quale, essendo ancora innamorato della donna, la perdona riaccettandola nella sua casa. Gli altri pastori protestanti del luogo, irritati dallo scandalo, si recano da Edward intimandogli di cacciare via la "peccatrice", pena il fatto di non poter più esercitare in chiesa. Edward in un'accesa discussione con questi, ribadisce il suo amore per la ragazza, che pur avendo peccato è sinceramente pentita. La situazione però precipita, allorché Hazel si accorge che la sua amata volpe è scomparsa dalla casa. La bestiola, nel suo girovagare, si è infatti imbattuta in una "caccia alla volpe" e la ragazza, nel tentativo di salvarla dall'assalto dei cani, cade in un pozzo e muore. Solo con la morte, Hazel risolve il suo conflitto tra lo spirito e la carne.

## Produzione
David O. Selznick, in qualità di produttore, incaricò il regista Rouben Mamoulian di girare delle scene aggiuntive da montare nella versione americana del film, intitolata The Wild Heart; questa, della durata di 82 minuti, ha circolato regolarmente fino a quando nel 1986 non è stata restaurata la versione originale.

## Critica
Il film non riscosse molte attenzioni alla sua prima uscita, mentre oggi viene considerato una delle prove migliori del duo Powell-Pressburger.